# Lodi (Town)
Die Town of Lodi ist eine von 21 Towns im Columbia County im US-amerikanischen Bundesstaat Wisconsin. Im Jahr 2010 hatte die Town of Lodi 3273 Einwohner.
Die Town of Lodi ist Bestandteil der Metropolregion Madison.

## Geographie
Die Town of Lodi liegt im mittleren Süden Wisconsins, am linken Ufer des Wisconsin River. Dessen Mündung bei Prairie du Chien in den die Grenze zu Minnesota bildenden Mississippi befindet sich rund 155 km westlich. Auf Höhe der Town of Lodi ist der Wisconsin River zum Lake Wisconsin aufgestaut.
Im Süden der Town of Lodi liegt die vollständig von der Town umgebene selbstständige Stadt Lodi, ohne dass diese der Town angehört.
Die Koordinaten der geographischen Mitte der Town of Lodi sind 43°21′05″ nördlicher Breite und 89°32′14″ westlicher Länge. Sie erstreckt sich über eine Fläche von 74,8 km², die sich auf 70,1 km² Land- und 4,7 km² Wasserfläche verteilen. 
Die Town of Lodi liegt im Westen des Columbia County und grenzt an folgende Nachbartowns:
| Town of Merrimac (Sauk County) | Town of Caledonia                           | Town of Dekorra              |
| Town of West Point             | Kompassrose, die auf Nachbargemeinden zeigt | Town of Arlington            |
| Town of Roxbury (Dane County)  | Town of Dane (Dane County)                  | Town of Vienna (Dane County) |

## Verkehr
Der Wisconsin State Highway 60 verläuft in West-Ost-Richtung durch den Süden der Town of Lodi. Der Wisconsin State Highway 113 führt vom Nordwesten in den Süden der Town. Beide kreuzen in  der Stadt Lodi. Daneben verlaufen noch die County Highways J, K und V durch die Town of Lodi. Alle weiteren Straßen sind untergeordnete Landstraßen oder teils unbefestigte Fahrwege.
Parallel zum WI 113 verläuft für den Frachtverkehr eine Eisenbahnstrecke der zu den Watco Companies gehörenden Wisconsin and Southern Railroad.
Der nächste Flughafen ist der Dane County Regional Airport in Wisconsins Hauptstadt Madison (rund 35 km südsüdöstlich).

## Bevölkerung
Nach der Volkszählung im Jahr 2010 lebten in der Town of Lodi 3273 Menschen in 1261 Haushalten. Die Bevölkerungsdichte betrug 46,7 Einwohner pro Quadratkilometer. In den 1261 Haushalten lebten statistisch je 2,6 Personen. 
Ethnisch betrachtet setzte sich die Bevölkerung zusammen aus 97,5 Prozent Weißen, 0,4 Prozent Afroamerikanern, 0,3 Prozent amerikanischen Ureinwohnern, 0,5 Prozent Asiaten, 0,1 Prozent Polynesiern sowie 0,4 Prozent aus anderen ethnischen Gruppen; 0,7 Prozent stammten von zwei oder mehr Ethnien ab. Unabhängig von der ethnischen Zugehörigkeit waren 1,3 Prozent der Bevölkerung spanischer oder lateinamerikanischer Abstammung. 
23,3 Prozent der Bevölkerung waren unter 18 Jahre alt, 62,8 Prozent waren zwischen 18 und 64 und 13,9 Prozent waren 65 Jahre oder älter. 49,0 Prozent der Bevölkerung war weiblich.
Das mittlere jährliche Einkommen eines Haushalts lag bei 90.938 USD. Das Pro-Kopf-Einkommen betrug 39.258 USD. 2,2 Prozent der Einwohner lebten unterhalb der Armutsgrenze.

## Ortschaften in der Town of Lodi
Auf dem Gebiet der Town of Lodi liegen neben Streubesiedlung noch folgende gemeindefreie Siedlungen:
- Harmony Grove
- Lake Wisconsin
- Okee